# 伦宁根 (卢森堡)
伦宁根（德语、法语：Lenningen）是卢森堡东南部的一个市镇和小镇，位于首都卢森堡城约20公里以东。市镇的行政中心是Canach。 

## 友好城市
- 法國 欧苏瓦地区普伊